# Mikuláš Zrinský
Mikuláš Zrinský (chorvatsky Nikola Zrinski, maďarsky Zrínyi Miklós, 1. května 1620, Čakovec – 18. listopadu 1664, Gornji Kuršanec) byl chorvatský a maďarský básník, vojevůdce a politik. Patřil do významné chorvatské šlechtické rodiny Zrinských.

## Život
Byl synem chorvatského šlechtice Jiřího Zrinského. Výchovu získal od Evy Popelové z Lobkovic. Dostalo se mu kvalitního vzdělání na poli vojenském i humanitním. Coby mladý muž procestoval Itálii, kde se seznámil s tehdejšími nejmodernějšími trendy v umění, ekonomii a politice.
Po návratu z cest bojoval na maďarsko-tureckém pomezí proti Osmanům a později na Moravě proti Švédům. U maďarského Jágeru přišel na poslední chvíli na pomoc císaři Ferdinandu III., který byl zaskočen náhlým útokem, který proti němu podnikl generál Carl Gustaf Wrangel. Porazil armádu proti císaři rebelujícího Jiřího I. Rákocziho.
Za jeho zásluhy se mu dostalo uznání od samotného císaře: byl povýšen a při korunovaci Ferdinanda IV. směl nést císařský meč. V letech 1652–1653 bojoval proti Osmanům. Roku 1655 neúspěšně kandidoval na úřad uherského palatina. Dosáhl významných úspěchů ve válce proti Turkům a díky tomu získal mnoho vysokých poct (například Řád zlatého rouna).
V roce 1664 patřil k iniciátorům odboje uherské šlechty proti Leopoldovi I. V listopadu ale zemřel při lovu, když byl napaden zraněným kancem. Do čela hnutí se pak postavil František Wesselényi, podle kterého se hnutí označuje jako Wesselényiho spiknutí.

## Dílo

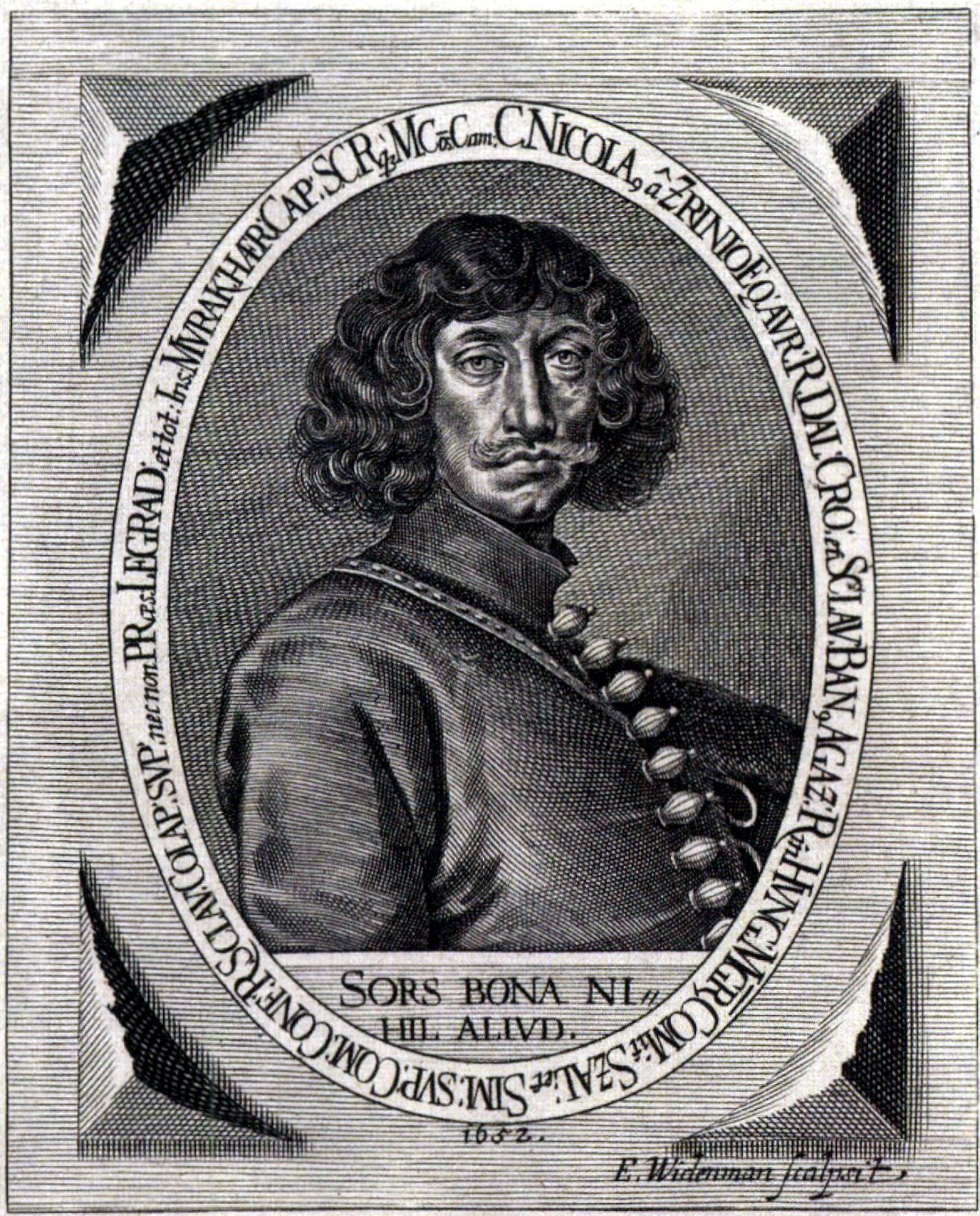
Mikuláš Zrinský (1620–1664)

Mikuláš Zrinský nebyl jen šlechtic a vojevůdce, ale i vzdělanec a literát. Hovořil plynně několika jazyky: chorvatsky, maďarsky, latinsky, německy a italsky. Roku 1651 mu ve Vídni vyšla sbírka epické poezie Jadranská siréna, ve které oslavuje hrdinnou smrt svého praděda Mikuláše Šubiče Zrinského při obraně Szigetváru proti Turkům. Z maďarštiny do chorvatštiny toto dílo přeložil jeho bratr Petr Zrinský.